# Filipowicze (obwód brzeski)
Filipowicze (biał. Філіпавічы, Filipawiczy; ros. Филиповичи, Filipowiczi) – wieś na Białorusi, w obwodzie brzeskim, w rejonie żabineckim, w sielsowiecie Leninski, w pobliżu ujścia Trościanicy do Muchawca.

## Historia
W XIX i w początkach XX w. położone były w Rosji, w guberni grodzieńskiej, w powiecie kobryńskim, w gminie Rohoźna.
W dwudziestoleciu międzywojennym leżały w Polsce, w województwie poleskim, w powiecie kobryńskim, do 18 kwietnia 1928 w gminie Rohoźna, następnie w gminie Żabinka. W 1921 miejscowość liczyła 143 mieszkańców, zamieszkałych w 28 budynkach, w tym 132 Białorusinów i 11 Polaków. 132 mieszkańców było wyznania prawosławnego i 11 rzymskokatolickiego.
Po II wojnie światowej w granicach Związku Sowieckiego. Od 1991 w niepodległej Białorusi.